# Teresa Ortuño Gurza
María Teresa Ortuño Gurza (Torreón, Coahuila; 16 de junio de 1957) es una política mexicana, miembro del Partido Acción Nacional, fue Senadora plurinominal para el periodo de 2006 a 2012.
Teresa Ortuño es Licenciada en Economía egresada de la Universidad Autónoma de Coahuila, es miembro del PAN desde 1973, en dos ocasiones ha sido elegida diputada federal, a la LII Legislatura de 1982 a 1985 y a la LIV Legislatura de 1988 a 1991, en 1987 fue candidata del PAN a Gobernadora de Coahuila.
Cambió su residencia al estado de Chihuahua en 1991 y ahí se ha desempeñado como Diputada al Congreso de Chihuahua por la vía plurinominal para la LVII Legislatura y por el XVII Distrito Electoral Local de Chihuahua para la LIX Legislatura de 1998 a 2001, Delegada de la Secretaría de Desarrollo Social en el estado de Chihuahua y Senadora suplente por el mismo. En 2006 fue electa Senadora por lista nacional a las Legislaturas LX y LXI.
El 31 de marzo de 2008 anunció públicamente su intención de buscar la candidatura de su partido a la gubernatura de Chihuahua en 2010, siendo finalmente elegido candidato Carlos Borruel Baquera. Para 2013 buscó la candidatura del PAN a la Presidencia Municipal de Chihuahua, perdiendo ante Miguel Riggs Baeza.
En 2016 también buscó la candidatura del PAN al gobierno de Chihuahua, entrando al proceso interno siendo finalmente designado candidato Javier Corral Jurado. El 7 de octubre de 2016, fue designada directora general del Colegio de Bachilleres del Estado de Chihuahua por el gobernador Javier Corral. durando en el puesto hasta el término de la administración en 2021.